# NGC 2202
NGC 2202 في الفهرس العام الجديد، هو عنقود نجمي، يقع في كوكبة الجبار. اكتشف في 1825 . بواسطة فريدريك جورج ويهيلم فون ستروف .

## روابط خارجية
- NGC 2202 على موقع ويكي سكاي: DSS2, SDSS, GALEX, IRAS, Hydrogen α, X-Ray, Astrophoto, Sky Map, Articles and images